# Torres de Satélite
Las Torres de Satélite son un conjunto escultórico de cinco prismas triangulares de distintos colores y tamaños, dispuestas en una explanada ubicada en Ciudad Satélite, Naucalpan de Juárez, Estado de México, sobre la avenida principal Anillo Periférico en su tramo norte. Son obra del escultor Mathias Goeritz y el arquitecto Luis Barragán —ganador del Premio Pritzker—, con la colaboración del pintor "Chucho" Reyes Ferreira. Originalmente diseñadas como una gran fuente dispuesta en la entrada de la naciente ciudad, las torres se han convertido en un símbolo distintivo de la zona.
El diseñador y artista mexicano  las ha celebrado diciendo que son "un cartel enorme convertido en arquitectura".

## Historia

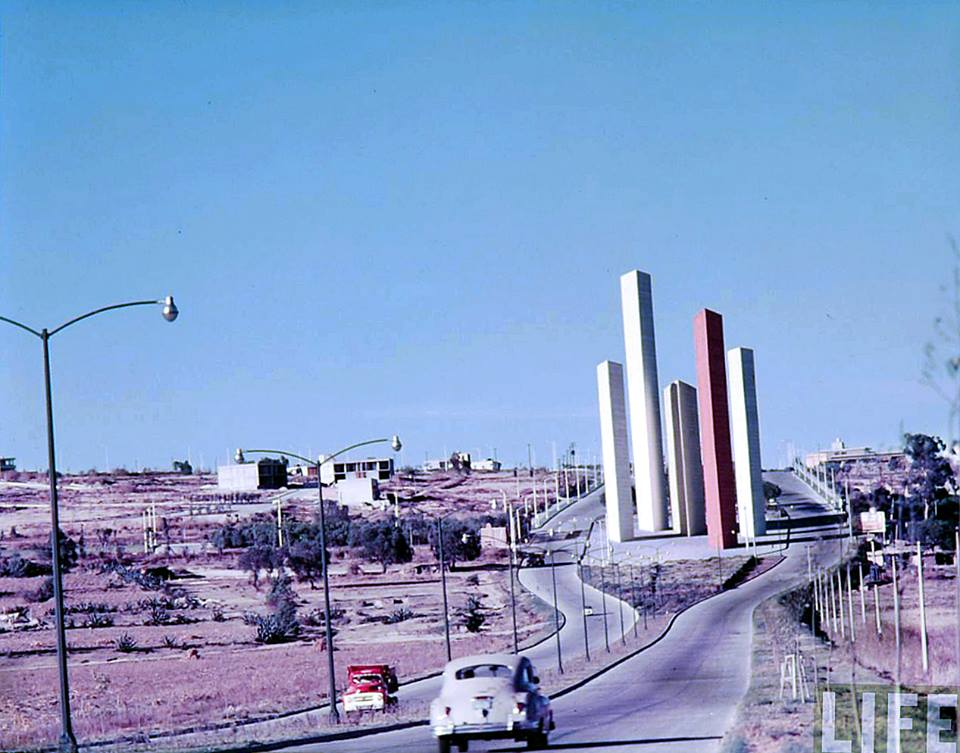
Las torres con sus colores originales, en 1957.

La planeación de las torres, una de las primeras esculturas urbanas de grandes dimensiones en México, se inició en 1957 con la idea del escultor Mathias Goeritz y el arquitecto Luis Barragán, con la colaboración del pintor Jesús Reyes Ferreira.
En principio se contempló la construcción de siete cuerpos, de los cuales el más grande alcanzaría una altura de 200 metros; sin embargo, por falta de presupuesto se eliminaron dos cuerpos, quedando cinco torres y reduciendo su altura para que la torre más grande midiera 52 metros de altura y la menor 30. La idea original de Goeritz sobre el color de las torres es que fueran todas en diferentes gamas de naranja, pero fue persuadido por constructores y empresarios para que se pintaran en diferentes tonos, quedando en anaranjado,azul, blanco y amarillo. Su influencia principal son las torres de San Gimignano en Italia, luego de un viaje de Goeritz y posteriormente de Barragán acompañado del historiador del arte Justino Fernández en 1951 a dicho pueblo. Diversos investigadores añaden además el concepto de arquitectura emocional promovido por Goeritz, por el efecto estético único a través de grandes volúmenes geométricos y gamas tonales sencillas en el paisaje urbano.
De este modo, en los primeros días de marzo de 1958 las Torres de Satélite se inauguraron como símbolo de la naciente Ciudad Satélite, bajo el último año de gobierno de Adolfo Ruiz Cortines, aunque la idea de este fraccionamiento nació desde el tiempo de Miguel Alemán Valdés, quien incluso vivió en Ciudad Satélite. 
Recientemente, se ha propuesto que sean declaradas Patrimonio Cultural de la Humanidad ante la Unesco.
Actualmente la gente de la zona está preocupada por la integridad de las estructuras y su entorno visual por el paso por uno de sus costados del Viaducto Bicentenario, una víalidad elevada.

## Colores

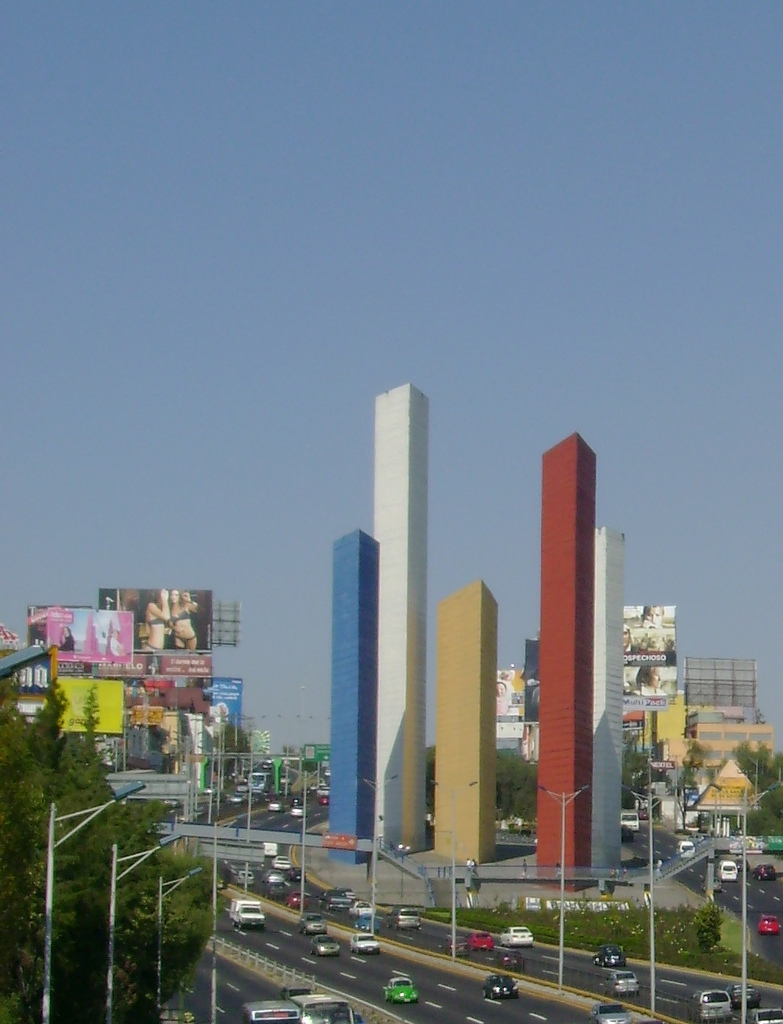
Fotografía de las torres tomada en 2007. Pueden apreciarse los colores de cada una.

Las Torres han sufrido diversas modificaciones en sus colores:
Los colores originales, como ha podido corroborarse mediante fotografías de la época, fueron blanco, amarillo y ocre, de acuerdo con la inspiración que sus creadores encontraron en las torres de San Gimignano.
En 1967, previo a los Juegos Olímpicos de 1968, por iniciativa de Mathias Goeritz fueron pintadas en tonos de color anaranjado con la idea de marcar un mejor contraste con el azul del cielo. Así permanecieron hasta 1974 aproximadamente. 
Posteriormente, se pintaron con sus colores actuales, dos torres blancas, una azul, una amarilla y una naranja ocre.
Para 1989, después de presentar un cierto deterioro por el paso del tiempo, fueron repintados los 6,644 metros cuadrados de su superficie por las empresas Nervión y Bayer de México. Subsisten restos de latas de pintura de dicha remodelación en el interior de la torre ocre.
Para celebrar su 50 aniversario, en 2008 fueron remozadas de nuevo por el Ayuntamiento de Naucalpan y donantes privados, retirando mediante disparos de espuma de poliuretano las capas de pintura anteriores y dándoles de nuevo sus colores originales. Para dicho fin se ocuparon siete mil litros de pintura anti grafiti, y fue instalada iluminación arquitectónica.